# 六號溫泉鎮區 (北卡羅萊納州麥迪遜縣)
六號溫泉鎮區（英語：Township 6, Hot Springs）是位於美國北卡羅萊納州麥迪遜縣的一個鎮區。

## 地方資料
六號溫泉鎮區的面積為135.72平方千米，皆為陸地。根據2020年美國人口普查的數據，當地共有人口1107人，而人口密度為每平方千米8.16人。